# Wohnsiedlung Farbhof
Die Wohnsiedlung Farbhof, früher Städtische Wohnkolonie Farbhof, ist eine kommunale Wohnsiedlung der Stadt Zürich in Altstetten, die vom Architekturbüro Haefeli Moser Steiger in den 1950er-Jahren geplant und erstellt wurde.

## Lage
Die Siedlung liegt am Ende der Hohlstrasse, wo diese in die Badenerstrasse einmündet. An dieser Stelle lag früher auch die Endhaltestelle der Tramlinie 2 mit der dazugehörigen Wendeschleife. 

## Bauwerk
Die Siedlung besteht aus drei höheren abgewinkelten Mehrfamilienhäusern und zwei niederen Häuserzeilen entlang der Hohlstrasse, alle Gebäude sind mit Flachdächern versehen und weiss gestrichen. Die hohen Häuser haben sechs bis sieben Geschosse, wobei die 2- bis 3½-Zimmer-Wohnungen über Laubengänge erschlossen sind. In den drei Geschossen der niederen Häuser sind 3- und 4-Zimmer-Wohnungen untergebracht. Im gesamten sind 144 Wohnungen in der Siedlung untergebracht. Die Erschliessung der Zimmer in den Wohnungen erfolgt über eine offene Küche mit Essbereich, womit der Korridor eingespart werden konnte.